# Дукат (планина)
Вижте пояснителната страница за други значения на Дукат.
Дукат е средновисока планина в Сърбия и в крайната североизточна част на Северна Македония. Има заоблено било със средна надморска височина от 1400 м. Най-високият ѝ връх е Църноок на височина от 1881 m, а в Северна Македония най-висок е върхът Анище с 1786 m. В геоморфоложко отношене се състои от кристални шисти и гранит. Част е от Краищидите, а в сръбската география я причисляват към Родопската планинска система (така наричат Рило-Родопския масив). Билото на планината е голо и западно от него е разположено село Дукат.